# Sarīsh
Sarīsh (persiska: سریش) är en ort i Iran.   Den ligger i provinsen Khorasan, i den nordöstra delen av landet, 600 km öster om huvudstaden Teheran. Sarīsh ligger 1 698 meter över havet och antalet invånare är 207.
Terrängen runt Sarīsh är lite bergig.Runt Sarīsh är det ganska glesbefolkat, med 29 invånare per kvadratkilometer. Närmaste större samhälle är Sheshtomad, 19,8 km nordost om Sarīsh. Omgivningarna runt Sarīsh är i huvudsak ett öppet busklandskap.